# شهرستان دونگپینگ
شهرستان دونگپینگ (به لاتین: Dongping County) یک منطقهٔ مسکونی در چین است که در تایان واقع شده‌است.